# Autacoide
Los términos autacoides y mediadores celulares se usan como la denominación genérica de las moléculas que influyen, a través de sus correspondientes receptores, en una zona cercana a aquella en la que fueron sintetizadas y liberadas. Su naturaleza química es diversa. Se estima que su función es comunicar información o regular funciones localmente originando respuestas complejas en los órganos en los que actúa. Dentro de estas funciones, se puede resaltar su importancia en mecanismos de inflamación, reacciones alérgicas, regulación neuroendocrina y secreción de ácido gástrico. Su liberación puede ser sostenida o darse de forma aguda aumentando el número de mediadores. El término fue acuñado por sir Edward Albert Sharpey-Schafer y proviene del griego αὐτός (autos, "uno mismo"), y ἄκος (akos, "agente medicinal, remedio").
La diferencia entre los términos autacoide y neurotransmisor radica en que estos últimos son una biomolécula que se une a receptores específicos situados en la membrana neuronal y transmite información de una neurona presináptica a otra neurona postsináptica consecutiva, cambiando su potencial de acción. Se sintetizan directamente en las terminaciones nerviosas por acción de enzimas sintetizadas en el soma, transportadas a estas terminaciones y se almacenan esperando el estímulo para ser liberadas. En cambio, los autacoides son biomoléculas señaladas como hormonas locales debido a que no existen depósitos de ellos en las células, sino que se sintetizan y liberan localmente según la demanda, en el mismo tejido en el cual llevarán a cabo su función, y se metabolizan con rapidez, por lo que son detectables solo por periodos cortos de tiempo.

## Importancia biomédica
Aunque existen diversas hipótesis acerca de la función de los autacoides, se acepta generalmente que cada uno de ellos tiene importancia para el buen funcionamiento del organismo manteniendo la homeostasia.
Todos los autacoides son agentes que ejecutan diversas funciones tanto en la salud como en la enfermedad y no hay duda al respecto de que forman parte integrante de los fenómenos fisiológicos y patológicos que sirven de base racional a la farmacoterapia y su existencia ofrece numerosas posibilidades de intervención terapéutica mediante el uso de drogas que imitan o antagonizan su acción o que interfieren en una u otra manera en su metabolismo.
Se ha demostrado que algunos autacoides, como la histamina, la serotonina, las prostaglandinas o la palmitoiletanolamida (PEA), están presentes en el tejido nervioso, funcionando ahí como neurotransmisores. En el sistema nervioso central, los autacoides participan en funciones como la percepción del dolor, la disminución del apetito, el control de la temperatura corporal, la secreción de ADH o el control de la presión arterial.
Además, en todo el organismo, se han relacionado con mecanismos inflamatorios, alérgicos (incluso en reacciones anafilácticas), con la secreción de ácido gástrico y la regulación neuroendocrina.

## Autacoides más conocidos
- Histamina
- Serotonina (5-Hidroxitriptamina)
- Angiotensina
- Palmitoiletanolamida (PEA) Normast
- Bradiquinina
- Calidina
- Prostaglandinas (y otros derivados del ácido araquidónico)
- Sustancia P